# 페어웰 (2019년 영화)
《페어웰》(영어: The Farewell, 중국어: 别告诉她)은 2019년 개봉한 미국의 코미디 드라마 영화이다. 룰루 왕이 감독과 각본을 맡았으며, 아콰피나, 지 마, 다이애나 린, 자오수전, 루훙, 장융보가 출연한다. 감독의 실제 경험으로 녹여낸 작품으로, 중국의 가족 문화와 중국계 미국인 가정의 모습을 그린 작품이다.
2019년 1월 선댄스 영화제에 공개되어 호평을 받았으며, 7월 미국 극장가에 개봉되었다.
(23.11.06. 김재명 덧)2023년 봄, 여름때 유나이트 델타 아메리칸 항공등 기내 엔터테인먼트를 통해 제공되었다. 미국에 이민 온 가정에서 자란 아시아계 교포 2세의
경험. 그리고 어릴적 돌봐준 조 부모가 건강을 위기로 가족들이 다 모인다. 다만 선의의 거짓말로 사촌의 결혼식을 핑계로 3대 가족이 다 모인다. 가족을 잃는 다는 것, 어떤 의미인지 이민자의 슬픔과 가족과의 연대도 느낄수 있다. 하지만 다른슬픔은 연로한 부모님을 본국에 놔두고 해외로 이민 나와서, 효를 잘 행하지 못한 부모 세대의 안타까움과 미안함도 이제는 공감이 되는 나이이다.

## 출연진
- 아콰피나 - 빌리 왕
- 지 마 - 왕하이옌 (빌리의 아빠)
- 다이애나 린 - 루젠
- 자오수전 - 할머니
- 루훙 - 작은할머니
- 장융보 - 하이빈 큰아버지
- 천한 - 하오하오
- 미즈하라 아오이 - 아이코
- 장징 - 위핑
- 리샹 - 링 고모
- 양쉐진 - 리 선생
- 짐 류 - 닥터 쑹